# Letiště Lipsko/Halle
Letiště Lipsko/Halle (IATA: LEJ, ICAO: EDDP, německy Flughafen Leipzig/Halle) je mezinárodní letiště ležící na území města Schkeuditz v Sasku, které obsluhuje německá města Lipsko v Sasku a Halle v Sasku-Anhaltsku. Otevřeno bylo 18. dubna 1927. 
Letiště je mezinárodně významné zejména v oblasti letecké nákladní dopravy. V objemu nákladní dopravy se v Německu umístilo na druhém místě po Frankfurtu nad Mohanem, pátém v Evropě a na 26. celosvětově (rok 2013). Letiště je základnou nákladních dopravců Aerologic a DHL Hub Leipzig, včetně European Air Transport Leipzig. Co do počtu cestujících se v roce 2019 s více než 2,61 milionem odbavených cestujících umístilo v Německu na 11. místě. 
Zatímco letecká nákladní doprava narůsta díky rozsáhlým vládní grantům, počty cestujících v osobní dopravě od poloviny 90. let stagnují. Na letišti také vznikla vojenská zařízení pro vojenské letouny NATO a EU.